# Sthaviranikaya
Sthaviranikaya var en tidig buddhistisk inriktning i Indien. Inriktningen uppstod efter en dispyt hundra år efter Buddhas död. Vad dispyten handlade om är oklart, vissa källor anger en dispyt över munkarnas levnadsregler, och andra en dispyt över arahanternas kvalitéer. Flera underinriktningar tillkom av sthaviranikaya, varav den enda som finns kvar än idag är theravada.